# Daday Ferenc
Daday Ferenc (Kerkabarabás, 1914. május 14. – Kiskunhalas, 2013. augusztus 31.) magyar festőművész, díszlettervező.

## Életpályája
Daday Ferenc 1914-ben a helybeli tanító gyermekeként született Kerkabarabáson. Az elemi iskola befejezése után először Szombathelyen, majd Budapesten tanult díszlet- és filmtervezőnek. A főiskola elvégzése után egy ideig a Hunnia filmgyárban dolgozott. 1938-tól volt kiállítása a Műcsarnokban és a Fővárosi Képtárban.  
Tanulmányai mellett festett is, képeit Zágrábban, Milánóban és 1947-ben Stockholmban állították ki. Stockholmi tartózkodásakor döntött úgy, hogy nem tér vissza Magyarországra. Eleinte Svédországban élt, majd az Amerikai Egyesült Államokba, Kaliforniába költözött. 1949-től  Argentínában élt, ahol Peron elnök feleségének festőjeként működött. 1955-ben Los Angelesben telepedett le, ahol a kaliforniai egyetem illusztrátora lett.

## Munkássága
Több egyéni kiállítása volt Dél-Amerikában és az Amerikai Egyesült Államokban.
Magyarországon a Szépművészeti Múzeumban és a Magyar Nemzeti Galériában rendeztek tárlatot műveiből. 1980-ban oltárképet és falfestményt adományozott szülőfalujának is.

## Díszlettervezőként
- Halálos csók (1942)
- Négylovas hintó (1942)
- Keresztúton (1942, Simoncsics Józseffel)
- Egy szív megáll (1942)
- Anyámasszony katonája (1943)
- Muki (1943, Simoncsics Józseffel)
- Szováthy Éva (1943, Simoncsics Józseffel)
- Ágrólszakadt úrilány (1943, Simmoncsics Józseffel)
- Fehér vonat (1943)
- Machita (1943-44, Simoncsics Józseffel)
- Afrikai vőlegény (1944, Simoncsics Józseffel)